# Két Sólyom
Két Sólyom az ókori Egyiptom 0. dinasztiájába sorolt korai, predinasztikus korú uralkodója. A személyét jelképező szerehen kívül semmilyen információval nem rendelkezünk róla. Az i. e. 31. században élhetett. Elsősorban a Nílus-delta térségéből ismert, amely azt sugallja, hogy az ő királysága erre a térségre korlátozódik. Ismert egy előfordulása Abüdoszból is, ezért nem teljesen egyértelmű.
1910. tavaszán az északkeleti deltavidék El Mehemdiah ágának kotrása alkalmával egy helybéli talált egy üvegtárgyat és néhány töredéket karcolt feliratokkal. Ebben és a következő évben még néhány töredék és tűzkőeszközök kerültek elő. Már ekkor leírtak három olyan szerehet, amely kettős madárábrázolású, ettől kezdve nevezték kettős sólyomnak. 1912-ben az első szervezett ásatás is megindult. Már ekkor sikerült megállapítani az összefüggést egy turai lelet, valamint egy Sínai-félszigeten talált üvegedény feliratai között. Van den Brink Tell Ibráhim Avad mellett is feltárt egy kettős sólymos szerehet, amelyet 2001-ben publikált.
A név írása különleges. A szereh általában kétfelé osztott téglalap, amelynek egyik fele sávozott, a másik fele a névmező, amelyben az uralkodó neve áll, a tetejére pedig sólymot rajzoltak. Két Sólyom szerehje formabontó. A palotahomlokzatos mező felett egy lezáratlan, név nélküli, de nem üres névmező látható. A névmező kicsi, nem is férne bele egy hieroglifa. A felső rész U alakú vonallal záródik. A szereh tetején ülő sólyom (Hór) helyett pedig a két függőleges keretvonalra ültetett, egymással szembe néző madárpárt ábrázoltak. A két madár ikonográfiailag biztosan nem sólyom, így a „Két Sólyom” név tulajdonképpen megtévesztő, és biztosan nem közelíti a valódi nevet. A névmező kitöltetlensége miatt azonban az uralkodó valódi neve ismeretlen.

Nebui

Günter Dreyer az íves tetejű szereh párhuzamát az 
| N26 |

 hieroglifában látja, ezért „Hórdzsu” (ḥr(.w)-ḏw, „Hór a hegyen” vagy „Hór hegye”) formában olvassa. Van den Brink ehelyett a „Hórnebui” (ḥr(.w)-nb.wj) olvasást javasolja. Ezt az elterjedt nb.wj szimbólum hasonlósága alapján teszi, amely két, egymással szembeállított madár rajza. A nb.wj-t ábrázolták közös szárról elágazó ágak végein, egymással szemben ülő madarak képében is. Erre szemléletes példa az ábrázolásról elnevezett Nebui-paletta. Hasonló párhuzamok láthatók egy-egy késnyélen, amelyek Gebel Arakban és Gebel Taríkban kerültek elő.